# Avantor Performance Materials Poland
Avantor Performance Materials Poland S.A. (dawniej POCH S.A.) – producent i dystrybutor odczynników chemicznych z siedzibą w Gliwicach, będący częścią Avantor Performance Materials.

## Działalność
Przedsiębiorstwo powstało w 1948 r. w Gliwicach jako Fabryka Odczynników Chemicznych, mająca produkować odczynniki na potrzeby polskich laboratoriów analitycznych, przemysłowych i do celów naukowych. Od 1950 r. przedsiębiorstwo było częścią Zjednoczenia Przemysłu Chemicznego. W 1960 r. zostało połączone z Biurem Odczynników pod wspólną nazwą „Polskie Odczynniki Chemiczne”, a w 1961 r. przedsiębiorstwo to otrzymało status „przedsiębiorstwa wiodącego w obrocie odczynnikami”, co w praktyce oznaczało niemal pełny monopol na dystrybucję odczynników w Polsce.
W 1992 r. przedsiębiorstwo zostało przekształcone w jednoosobową spółkę Skarbu Państwa i włączone do X Narodowego Funduszu Inwestycyjnego „Foksal”. Pod koniec lat '90 XX w. firma otrzymała certyfikat ISO 9001. W 2003 r. firma została wykupiona przez Kulczyk Holding S.A, a w 2004 r. zmieniono jej nazwę na POCH S.A.
Dnia 30 czerwca 2010 spółka POCH S.A. została częścią Avantor Performance Materials, producenta chemikaliów laboratoryjnych i specjalistycznych. 4 września 2013 zmieniła nazwę na Avantor Performance Materials Poland S.A.
Spółka jest największym producentem i dystrybutorem odczynników chemicznych w Polsce. Posiada w ofercie kilkadziesiąt tysięcy odczynników laboratoryjnych i około tysiąca związków chemicznych, sprzedawanych w ilościach przemysłowych (powyżej 10 kg).